# James Francis Carney
James Francis Carney Chicago, 28 de octubre de 1924 - desaparecido en El Aguacate, Olancho, 16 de septiembre de 1983), conocido como Padre Guadalupe Carney, fue un sacerdote jesuita estadounidense, detenido desaparecido en Honduras mientras acompañaba como capellán a una columna de la insurgencia de ese país.

## Biografía
Después de prestar servicio militar en el Ejército de los Estados Unidos durante la Segunda Guerra Mundial, se incorporó como novicio a la Compañía de Jesús en 1948. En 1955, viajó como misionero a Belice, país en el que permaneció tres años. En 1961, fue ordenado sacerdote y destinado a la misión jesuita en los departamentos de Colón y Yoro en Honduras, zonas en las que la mayoría de la población vivía en condiciones de extrema pobreza. 
En 1973, obtuvo la nacionalidad hondureña por naturalización. Carney procuró acercarse a sus feligreses y compartir las limitaciones de su vida cotidiana. Así, con permiso de sus superiores, vivió en una casa de hojas de manaca que había construido en el sector de Guaymas, departamento de Yoro. En 1978, fundó el Movimiento de Cristianos por la Justicia en la ciudad de El Progreso, cuyo objeto era: "incorporar cada día a más y más cristianos a la lucha por la paz auténtica en Honduras"
Su trabajo pastoral con los campesinos y su simpatía con la teología de la liberación, provocaron que la Junta Militar encabezada por el general Policarpo Paz García le privara de la carta de naturalización y lo expulsara a Nicaragua en noviembre de 1979. En 1980, publicó una carta abierta a los movimientos sociales de Honduras, denunciando la ilegalidad de su expulsión.
Mientras vivía en Nicaragua, Carney conoció al doctor José María Reyes Mata, líder hondureño del Partido Revolucionario de los Trabajadores Centroamericanistas de Honduras (PRTC-H), organización insurgente que buscaba el derrocamiento del régimen militar en Honduras. El Padre Carney aceptó brindar acompañamiento pastoral a una columna del PRTC-H, la cual ingresó a territorio hondureño desde Nicaragua en julio de 1983, aunque se abstuvo de portar armas, limitándose a la labor de capellán.
El gobierno hondureño aseveró que el Padre Carney había muerto por falta de alimentos junto a los demás integrantes de la columna guerrillera en septiembre de 1983, pero datos recopilados por organizaciones de derechos humanos indican que fue detenido y desaparecido, el 16 de septiembre de ese año, por miembros del Batallón 3-16, unidad de inteligencia del Ejército hondureño, que era asesorada por especialistas de la Agencia Central de Inteligencia de los Estados Unidos.
Durante los años posteriores a su desaparición, los familiares del Padre Carney y organizaciones de derechos humanos promovieron la investigación en los archivos de seguridad nacional de los Estados Unidos, con el propósito de esclarecer el papel del aparato de inteligencia norteamericana en la represión de opositores políticos en Honduras. Un informe de los archivos desclasificados obtenidos por estas gestiones fue publicado en 1997.